# Consiglio dipartimentale
     Partito Comunista Francese
     Partito Socialista
     Divers gauche
     Partito Radicale di Sinistra
     Movimento Democratico
     Unione dei Democratici e degli Indipendenti
     I Repubblicani
     Divers droite

Attuale maggioranza politica in ciascun consiglio dipartimentale:
Partito Comunista Francese
Partito Socialista
Divers gauche
Partito Radicale di Sinistra
Movimento Democratico
Unione dei Democratici e degli Indipendenti
I Repubblicani
Divers droite

Il consiglio dipartimentale (in francese Conseil départemental) è l'assemblea deliberativa di un dipartimento francese. I membri del Consiglio dipartimentale, detti consiglieri dipartimentali (conseillers départemental) sono eletti a suffragio universale per un mandato di sei anni, di cui ogni tre viene riconfermata la metà del numero totale dei membri. In queste elezioni ogni cantone francese forma un collegio elettorale. Queste elezioni sono quindi anche chiamate elezioni cantonali.
Il Consiglio dipartimentale eletto elegge al suo interno una Commissione permanente composta da un presidente (Président du Conseil départemental) e da alcuni vicepresidenti. Il presidente del Consiglio dipartimentale è il capo del consiglio dipartimentale.
Dall'introduzione delle leggi sulla decentralizzazione nel 1982 e nel 2004, il potere dei consigli dipartimentali è aumentato all'interno del sistema politico francese.
Fino a marzo 2015, è stato mantenuto il nome di consiglio generale (conseil général).

## Storia
La legge del 22 dicembre 1789 prevedeva la creazione in ogni dipartimento di un'assemblea composta da 36 membri eletti: il Consiglio dipartimentale. Questi consigli furono soppressi dalla legge del 14 frimaio dell'anno 2 (4 dicembre 1793).
Fu ricostituito sotto il nome di consiglio generale con la legge del 28 piovoso dell'anno 8 (17 febbraio 1800). Tuttavia, i suoi membri - i consiglieri generali - non furono mai eletti in elezioni democratiche ma vennero nominati dal governo. Questo sistema fu modificato nel 1833 e i consiglieri generali furono eletti per mezzo del suffragio censitario. Il suffragio universale non fu stabilito fino all'approvazione della legge del 3 luglio 1848.
Inizialmente, il presidente dell'assemblea necessitava di essere riconfermato ogni anno. Successivamente, la legge del 10 agosto 1871 stabilì che il consiglio generale avrebbe scelto il suo presidente dopo ogni elezione cantonale. Il nome del consiglio generale è derivato dal fatto che i consigli generali erano, prima della creazione dei consigli regionali nel 1982, la più alta assemblea locale.

## Competenze
I principali poteri dei consigli generali riguardano:
- l'aiuto sociale
- le strade dipartimentali e il trasporto in autobus
- le scuole
- la cultura (archivi dipartimentali e biblioteche dipartimentali)

La legge del 13 agosto 2004 sulle libertà e le responsabilità locali ha trasferito nuovi poteri ai Consigli generali in materia di:
- strade pubbliche: gestione delle strade nazionali
- aiuto sociale: aiuto agli anziani e ai giovani
- alloggi: gestione del fondo di solidarietà per l'alloggio e il fondo di aiuto per l'energia
- istruzione: assunzione di personale amministrativo e dei servizi
- cultura: trasferimento di parte del patrimonio dello Stato

## Procedura per le elezioni dal 2015
Le elezioni per il Consiglio dipartimentale si svolgono ogni sei anni. Nell'elezione di questo organo, viene utilizzata la procedura del voto a maggioranza nella formula cosiddetta a maggioranza romana con - se necessario - due voti per l'applicazione. In ogni cantone esiste una coppia di candidati (binôme) tra cui scegliere, in cui due persone di sesso diverso (e un rappresentante dello stesso sesso) corrono per lo stesso scopo.
Nel primo scrutinio viene eletta la coppia che ha ricevuto la maggioranza assoluta dei voti espressi, se ciò corrisponde ad almeno un quarto dei votanti. Se nessuna coppia di candidati ottiene la maggioranza assoluta, ha luogo un secondo turno di votazioni, in cui è sufficiente la maggioranza relativa. Per il secondo scrutinio sono ammesse solo le coppie candidate che hanno ottenuto almeno il 12,5% dei voti degli elettori idonei (elettori registrati) nel primo scrutinio; Con un'affluenza del 50% in realtà il quorum sarebbe del 25%, in quanto qui vengono presi in considerazione i non votanti. Se questo quorum è raggiunto da chiunque, le due coppie di candidati, che potrebbero incontrarsi nel primo turno di votazione, avranno il maggior numero di voti nel secondo turno.
Il cambiamento della legge elettorale è stato controverso, in particolare a causa dell'introduzione dei binomi e del conseguente allargamento e riformulazione dei cantoni. All'Assemblea nazionale, hanno approvato la legislazione proposta solo il Gruppo Socialista e alcuni rappresentanti del PRG e dei Verdi, (maggioranza), tutti gli altri partiti (anche il PRG nella maggioranza) hanno votato contro. Il Senato ha respinto il suggerimento dei binomi due volte. I socialisti giustificarono la stipulazione del "binomio" con l'obiettivo di cercare una uguale rappresentanza di donne e uomini nei consigli dipartimentali. La proporzione di donne prima della riforma era del 14%. I partiti gollista e centrista hanno criticato il governo per aver forzato l'uguaglianza di genere accettando la distruzione delle strutture esistenti sul territorio. Soprattutto, gli oppositori di sinistra del disegno di legge hanno criticato il fatto che il sistema di voto a maggioranza sia stato mantenuto.